# アダム・グリフィス
アダム・グリフィス（Adam Griffiths, 1979年8月21日 - ）は、オーストラリア・シドニー出身の同国代表サッカー選手。

## 経歴
グリフィスは国内の数クラブでプレーした後、2002年にニューカッスル・ユナイテッド・ジェッツFCに加入し、ジョエル, ライアンと2人の兄弟と再会した。ここではNSLが解体される2003-04シーズンまでプレーし、その後は他の多くの選手たちと同様に国外へ渡った。
2004-05シーズンにベルギー2部のKVオステンドに加入したが、1部への昇格を果たせなかったため退団した。2005年夏にイングランド2部のワトフォードFCと半年のトライアル契約を結ぶ も1年半の延長は勝ち取れなかった め、2週間後にシーズン終了までの契約で3部のAFCボーンマスに入団した。ここでは7試合に出場したが、契約は延長されなかったため2006年7月11日に同リーグのブレントフォードFCに加入。ブレントフォードではレギュラーとしてプレーしたが、チームは4部に降格したため退団した。

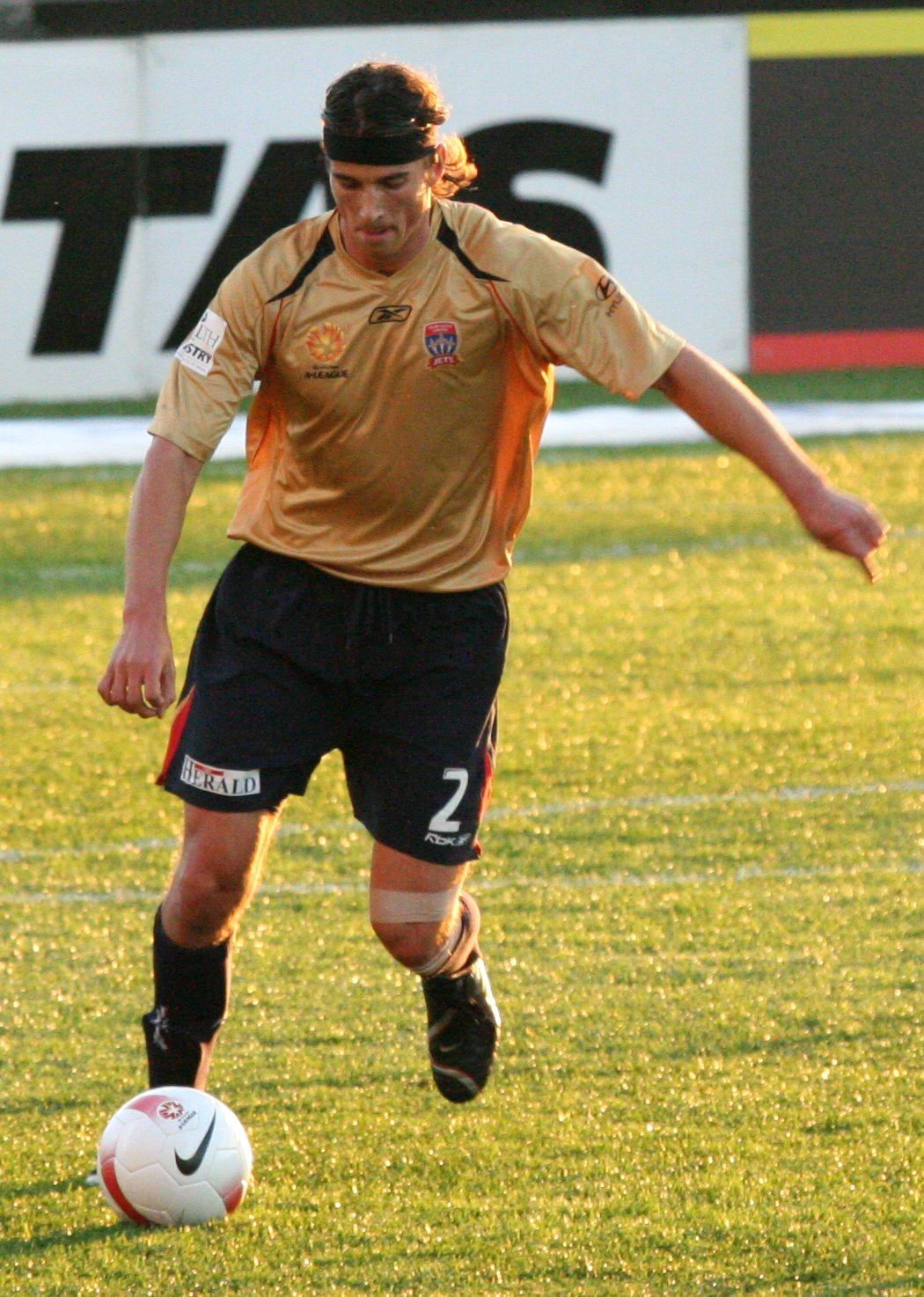
2007年にニューカッスル・ジェッツでプレーするグリフィス

2007年5月16日、ブレントフォードを退団した翌日に古巣のニューカッスル・ジェッツFCに復帰し、双子のジョエルと再会した。2007-08シーズンの開幕戦パース・グローリーFC戦でAリーグデビューを果たし、第5節のメルボルン・ビクトリーFC戦で初ゴールを決めた。レギュラーシーズンをリーグ最少失点で乗り越えると、得点王とジョニー・ウォーレン・メダルに輝いたジョエルに率いられグランドファイナルに進出し、セントラルコースト・マリナーズFCを無失点に抑え1-0で破り見事初優勝を果たした。
2008年11月20日木曜日、グリフィスはAリーグに新たに参戦するゴールドコースト・ユナイテッドFCと2009-10シーズンからの3年契約を結んだ。ゴールドコーストで1試合出場した後、移籍金65万ドルでサウジアラビアのアル・シャバブ・リヤドに移籍した。アル・シャバブで出場機会はあまりなくゴールドコーストに復帰することが報告されていたが、2010年2月3日にAFCチャンピオンズリーグ2010に出場するアデレード・ユナイテッドFCに加入した。しかし、出番がなかったグリフィスは同年後期に中国サッカー・スーパーリーグで4位入賞し、AFCチャンピオンズリーグ2011出場権を獲得した杭州緑城足球倶楽部に移籍した。
2012年6月4日、シドニーFCと1年契約を結んだ。

## 代表
2008年3月、ピム・ファーベーク監督の下でシンガポールとの親善試合でオーストラリア代表デビューをした。

## プライベート
双子のジョエルと弟のライアンは共にプロサッカー選手でオーストラリア代表でプレーしている。また、アダムはサッカー以外にも映画監督兼ライターを仕事に持ち、女優のリリー・ブラウンと結婚している。